# John Meyert
John David Meyert, född 5 mars 1884 i Stockholm, död 27 augusti 1955, var en svensk konservator och skulptör.
Han kom som femåring till zoologen Gustaf Kolthoff i Uppsala. Han fick följa med på Kolthoffs forskningsfärd till Spetsbergen och Nordöstgrönland 1900. Efter återkomsten arbetade han två år som konservator vid Uppsala universitet. Han anställdes 1910 som andre konservator vid Riksmuseet och utnämndes till förste konservator vid museets vertebratavdelning 1921. Vid museet var han medarbetare till Einar Lönnberg och Hialmar Rendahl fram till sin pension 1947. Som museets representant medverkade han med verk han skapat för museet vid den internationella jaktutställningen i Wien 1910 och vid den Baltiska utställningen i Malmö 1914. Efter sin pension ägnade han sig åt att skulptera djur i lera och trä. 